# Књига пута и врлине
Књига пута и врлине (Tao Te Ching или Dao De Jing), чије ауторство се приписује Лао Цеу, је класични спис кинеске филозофије. Изворно је названа Лао-це, а у каснијим временима је позната као Тао Те Чинг. Назив списа потиче речи 道 тао "пут," и 德 те "врлина". Ова књига се традиционално сматра првим филозофским делом у историји Кине. Модерна наука је, међутим, датира знатно након Лао Цеа.
Књига пута и врлине, заједно са Џуангци, је фундаментални текст за филозофски и за религиозни таоизам. Такође је снажно утицао на друге школе кинеске филозофије и религије, укључујући легализам, конфучијанизам и кинески будизам, који је у великој мери тумачен употребом таоистичких речи и концепата када је првобитно уведен у Кину. Многи уметници, укључујући песнике, сликаре, калиграфе и баштоване, користили су Тао Те Чинг као извор инспирације. Његов утицај се веома раширио и један је од најпревођенијих текстова у светској књижевности.

## Наслов
На енглеском, наслов се обично преводи Тао Те Чинг, по романизацији Вејд–Џајлса, или Дао Де Ђинг, по пинјину. Кинески знакови у наслову су:
道 дословно значи „пут“, или један од његових синонима, али је проширен на „начин“. Овај термин, који су различито користили други кинески филозофи (укључујући Конфучија, Менција, Моција и Хан Феја), има посебно значење у контексту таоизма, где имплицира суштински, неименовани процес универзума.
德 значи „врлина“, „лични карактер“, „унутрашња снага“ (виртуозност) или „интегритет“. Семантика ове кинеске речи подсећа на енглеску реч virtue, која се развила од италијанског virtù, архаичног осећаја „унутрашње моћи“ или „божанске моћи“ (као у „исцељујућој врлини лека“) до савременог значења „моралне изврсности“ или „доброте“. Упоредите сложену реч 道德, дословно „етика“, „етички принципи“, „морал“ или „моралност“.
經 како се овде користи значи „канон“, „велика књига“ или „класик“.
Може се сматрати да први знак модификује други или се може схватити као да стоји уз њега у модификовању трећег. Дакле, Тао Те Чинг се може превести као Класична врлина пута, Књига о Тау и његовој врлини или Књига о путу и врлини. Такође је превођен као Тао и његове карактеристике, Канон разума и врлине, Класична књига о интегритету и путу, и Трактат о принципу и његовом деловању.
Древне кинеске књиге су се обично спомињу по имену њиховог стварног или претпостављеног аутора, у овом случају „старог мајстора“, Лаозија. Као такав, Тао Те Чинг се понекад назива и Лаози, посебно у кинеским изворима.
Титула „Даодеђинг“, са својим статусом класика, први пут је примењена од владавине цара Ђинга од Хана (157–141. п. н. е.) па надаље. Други наслови дела укључују почасну „Сутру (или „Савршено писмо“) о путу и његовој моћи“ (Даоде Џенгђинг) и описни „Класик од 5.000 знакова“ (Вућен Вен).

## Текст
Књига пута и врлине има дугу и сложену текстуалну историју. Познате верзије и коментари датирају од пре два миленијума, укључујући древне рукописе на бамбусу, свили и папиру откривене у двадесетом веку.

### Унутрашња структура
Књига пута и врлине је кратак текст од око 5.000 кинеских знакова у 81 кратком поглављу или одељку (章). Постоје неки докази да су поделе поглавља биле касније допуне — ради коментара или као помоћ при памћењу напамет — и да је оригинални текст био течније организован. Састоји се од два дела, Тао Чинг (道經; поглавља 1–37) и Те Чинг (德經; поглавља 38–81), који су можда заједно уређени у ревидираном тексту, вероватно обрнуто од оригиналног Те Тао Чинга. Писани стил је лаконски, има мало граматичких честица и подстиче разноврсна, контрадикторна тумачења. Идеје су јединствене; стилски поетске. Реторички стил комбинује две главне стратегије: кратке, декларативне изјаве и намерне контрадикције. Прва од ових стратегија ствара фразе које се памте, док друга приморава читаоца да помири наводне противречности.
Кинески знакови у оригиналним верзијама су вероватно били написани zhuànshū (篆書 печатном писму), док су касније верзије написане стиловима lìshū (隸書 чиновничко писмо) и kǎishū (楷書 редовно писмо).

### Историјска аутентичност аутора
Књига пута и врлине се приписује Лаозију, чије је историјско постојање било предмет научне расправе. Његово име, што значи „Стари мајстор“, само је подстакло контроверзе по овом питању.
Прва поуздана референца на Лаозија је његова „биографија“ у Записима великог историчара (63, прев. Чан 1963:35–37), кинеског историчара Симе Ћена (око 145–86. п. н. е.), која комбинује три приче. У првој, Лаози је био Конфучијев савременик (551–479. п. н. е.). Његово презиме је било Ли (李 „шљива“), а лично име Ер (耳 „уво“) или Дан (聃 „дуго уво“). Био је службеник у царском архиву, и написао је књигу у два дела пре одласка на Запад; на захтев чувара пролаза Хан-ку, Јинсија, Лаози је саставио Тао Те Чинг. У другој причи, Лаози, такође Конфучијев савременик, био је Лао Лаизи (老莱子 „Стари приспели мајстор“), који је написао књигу у 15 делова. Треће, Лаози је био велики историчар и астролог Лао Дан (老聃 „Стари дугоуви“), који је живео за време владавине (384–362. п. н. е.) војводе Сјена од Ћина (秦獻公).
Генерације научника су расправљале о историчности Лаозија и датирању Тао Те Чинга. Лингвистичка проучавања речника и шеме риме текста указују на датум састављања након Шиџинга, али пре Џуангција. Легенде различито тврде да је Лаози „рођен стар” и да је живео 996 година, са дванаест претходних инкарнација које су почеле отприлике у време Три владара пре тринаесте као Лаози. Неки западни научници су изразили сумњу у Лаозијево историјско постојање.
Многи таоисти обожавају Лаозија као Даоцуа, оснивача школе Даоа, Даоде Тианзун у Три пречиста, и једног од осам старешина преображених из Тајђија у кинеском миту о стварању.
У данашње време, Међу научницима преовлађује мишљење да је текст компилација или антологија која представља више аутора. Тренутни текст је можда састављен око 250. п. н. е., извучен из широког спектра текстова који датирају век или два уназад.

## Ауторство
Према традицији, писао га је око 6. века п. н. е. мудрац Лао Це ("Стари учитељ"), по чијем је имену текст познат у Кини. Стварно ауторство и време стварања је још увек предмет дискусије.
Данашњи проучаваоци су склонији да књигу, која је заправо збирка изрека појединаца који су живели у хармонији са природом, одреде као компилацију непознатог приређивача, или више њих, из периода зараћених држава (475—221 године пре наше ере).

## Настанак
Процењује се да је књига састављена након Хуј Шија и Кунг-сун Лунга (види школа имена), стога што садржи доста разматрања Безименог, а да би се то постигло, вероватно је да су људи најпре морали постати свесни постојања самих имена. Иако књига вероватно садржи неке цитате Лао Цеа, целокупан мисаони систем у књизи не може бити производ раздобља за време његовог живота.